# Fosbergia alleizettii
Fosbergia alleizettii là một loài thực vật có hoa trong họ Thiến thảo. Loài này được Tirveng. & Sastre mô tả khoa học đầu tiên năm 1997.